# مارچلو شارپونتیه
 مارچلو شارپونتیه (انگلیسی: Marcelo Charpentier؛ زاده ۱۱ ژوئیهٔ ۱۹۷۳) یک تنیس‌باز اهل آرژانتین است. 